# Brandon Clarke

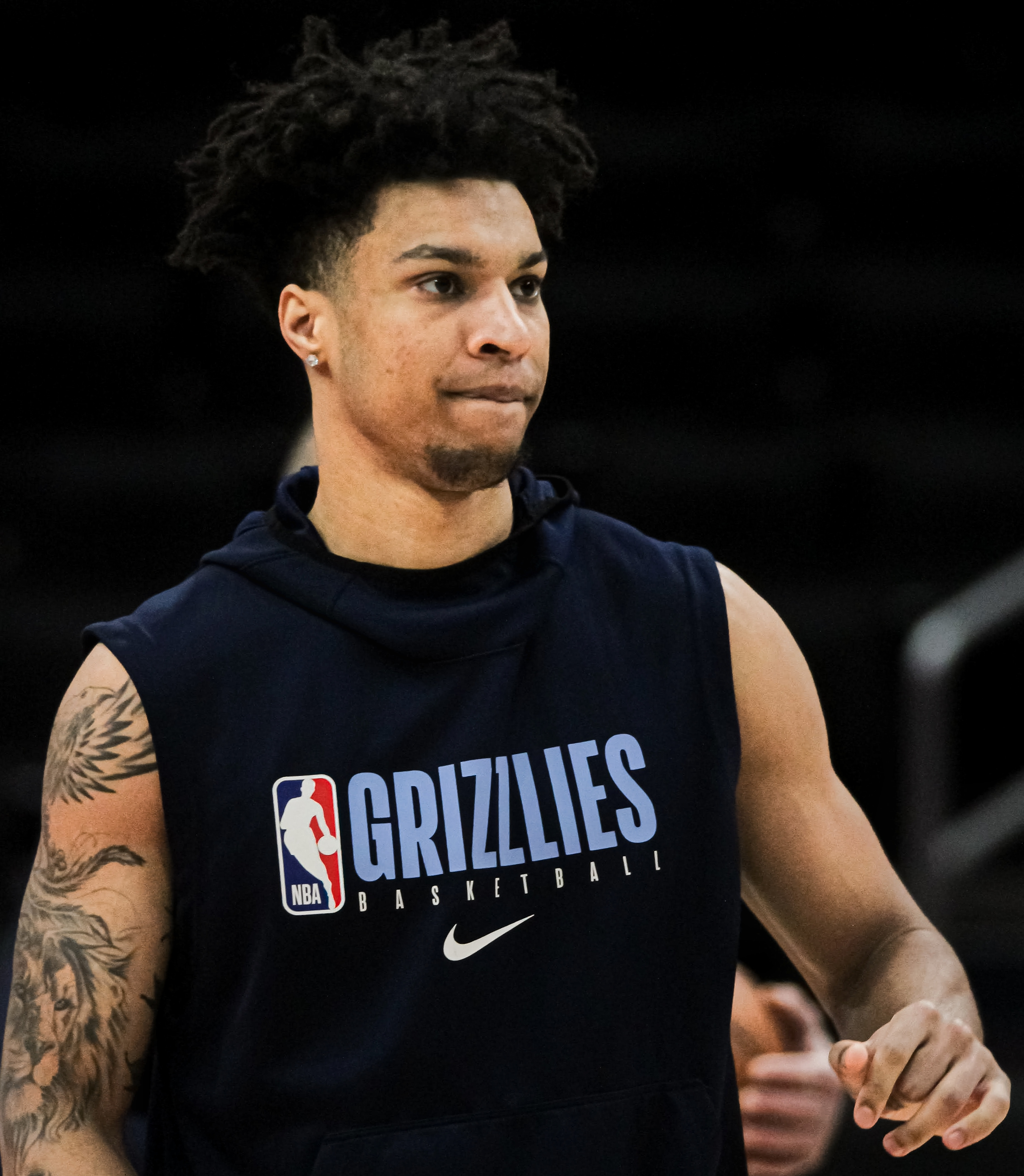
Brandon Clarke, 2020.

Brandon Clarke, född 19 september 1996 i Vancouver, British Columbia i Kanada, är en kanadensisk-amerikansk professionell basketspelare (PF/C) som spelar för Memphis Grizzlies i National Basketball Association (NBA).
Han draftades av Oklahoma City Thunder i första rundan i 2019 års draft som 21:a spelare totalt.
Innan Clarke blev proffs studerade han först vid San Jose State University och spelade för deras idrottsförening San Jose State Spartans. Han blev senare överförd till Gonzaga University för spel i Gonzaga Bulldogs.